# Hazel Court
Hazel Court (Birmingham, 10 febbraio 1926 – Lago Tahoe, 15 aprile 2008) è stata un'attrice inglese, nota soprattutto per le sue interpretazioni nei film horror degli anni cinquanta e sessanta.

## Biografia
Figlia di G.W. Court, famoso giocatore di cricket, all'età di quattordici anni Hazel Court iniziò a studiare recitazione al Birmingham Repertory Theatre e all'Alexander Theatre, anch'esso a Birmingham. All'età di sedici anni incontrò a Londra il regista Anthony Asquith, che le fece avere una piccola parte nel film Champagne Charlie (1944). Vinse il premio della critica inglese per l'interpretazione di una ragazza disabile nel film Carnevale (1946).
Partecipò poi ai film Holiday Camp (1947) e Vigilia di nozze (1948), mentre il suo primo ruolo in un film fantastico fu in Ghost Ship (1952). Da ricordare anche la sua partecipazione in film camp come Devil Girl from Mars (1954) e La bara del Dottor Sangue (1961). Cambiando temporaneamente registro in favore del genere commedia, dal 1957 al 1958 lavorò nella serie TV Dick and the Duchess, anche se continuò a recitare in film horror. Nel 1957 fu protagonista in La maschera di Frankenstein, da cui guadagnò lo status di "sirena cult". Viaggiò poi tra Hollywood e l'Inghilterra, apparendo in quattro episodi della serie TV Alfred Hitchcock presenta.
Tra gli altri film a cui partecipò, sono da ricordare A Woman of Mystery (1958) e L'uomo che ingannò la morte (1959). Verso l'inizio degli anni sessanta si trasferì definitivamente negli Stati Uniti. Prese parte ai film horror tratti da Edgar Allan Poe Sepolto vivo (1962), con Ray Milland, I maghi del terrore (1963) e La maschera della morte rossa (1964), gli ultimi due con Vincent Price.
Dal 1949 fino al 1963 fu sposata con l'attore irlandese Dermot Walsh, dal quale ebbe una figlia, Sally Walsh, che prese parte con lei al film La maschera di Frankenstein. Durante le riprese di un episodio della serie televisiva di Alfred Hitchcock, incontrò l'attore statunitense Don Taylor. I due si sposarono nel 1964, ebbero due figli e rimasero uniti fino alla morte di Taylor avvenuta nel 1998.
Dopo il secondo matrimonio, la Court si ritirò progressivamente dalle scene per dedicarsi esclusivamente alla famiglia. Nel 1981 tornò sugli schermi con un piccolo ruolo nel terzo film della serie Omen, Conflitto finale, anche se non venne accreditata. Sono da ricordare altre sue partecipazioni ad alcune serie TV, tra cui Missione impossibile, Il dottor Kildare, Twelve O'Clock High, e Ai confini della realtà. Oltre che attrice, Hazel Court fu anche pittrice e scultrice. Nel 2007 pubblicò un'autobiografia intitolata Hazel Court Horror Queen (Hazel Court la regina del Horror).

## Filmografia

### Cinema
- Champagne Charlie, regia di Alberto Cavalcanti (1944) - non accreditata
- Dreaming, regia di John Baxter (1945)
- Gaiety George, regia di George King e Leontine Sagan (1946)
- Carnival, regia di Stanley Haynes (1946)
- Duello all'alba (Meet Me at Dawn), regia di Peter Creswell e Thornton Freeland (1947)
- Vendetta (Hungry Hill), regia di Brian Desmond Hurst (1947)
- Fiamme del destino (The Root of All Evil), regia di Brock Williams (1947)
- Tormento (Dear Murderer), regia di Arthur Crabtree (1947)
- Holiday Camp, regia di Ken Annakin (1947)
- Vigilia di nozze (Bond Street), regia di Gordon Parry (1948)
- My Sister and I, regia di Harold Huth (1948)
- Forbidden, regia di George King (1949)
- Ghost Ship, regia di Vernon Sewell (1952)
- Counterspy, regia di Vernon Sewell (1953)
- Tale of Three Women, regia di Thelma Connell e Paul Dickson (1954)
- Present for a Bride (1954) - cortometraggio
- Devil Girl from Mars, regia di David MacDonald (1954)
- Scarlet Web, regia di Charles Saunders (1954)
- The Narrowing Circle, regia di Charles Saunders (1956)
- Behind the Headlines, regia di Charles Saunders (1956)
- Hour of Decision, regia di C.M. Pennington-Richards (1957)
- La maschera di Frankenstein (The Curse of Frankenstein), regia di Terence Fisher (1957)
- A Woman of Mystery, regia di Ernest Morris (1958)
- Breakout, regia di Peter Graham Scott (1959)
- Model for Murder, regia di Terry Bishop (1959)
- L'uomo che ingannò la morte (The Man Who Could Cheat Death), regia di Terence Fisher (1959)
- La spia di Scotland Yard (The Shakedown), regia di John Lemont (1960)
- La bara del Dottor Sangue (Doctor Blood's Coffin), regia di Sidney J. Furie (1961)
- Mary Had a Little..., regia di Edward Buzzell (1961)
- Sepolto vivo (Premature Burial), regia di Roger Corman (1962)
- I maghi del terrore (The Raven), regia di Roger Corman (1963)
- La maschera della morte rossa (The Masque of the Red Death), regia di Roger Corman (1964)
- Conflitto finale (The Final Conflict), regia di Graham Baker (1981) (non accreditata)

### Televisione
- Afternoon Film Festival (1956)
- Adventure Theater – serie TV episodio 1x10 (1956)
- The Buccaneers – serie TV, episodio 1x16 (1956)
- The Gentle Killers (1957)
- The Gay Cavalier – serie TV, episodio 1x08 (1957)
- Dick and the Duchess – serie TV, 25 episodi (1957-1958)
- Playhouse 90 – serie TV, episodio 2x36 (1958)
- The Third Man – serie TV, episodio 1x08 (1959)
- L'uomo invisibile (The Invisible Man) – serie TV, episodio 1x08 (1959)
- Markham – serie TV, episodio 1x20 (1959)
- Alcoa Theatre – serie TV, episodio 3x13 (1960)
- Bonanza – serie TV, episodio 1x27 (1960)
- Avventure in paradiso (Adventures in Paradise) – serie TV, episodi 1x01-1x24 (1959-1960)
- Interpol Calling – serie TV, episodio 1x35 (1960)
- General Electric Theater – serie TV, episodio 8x33 (1960)
- I gialli di Edgar Wallace (The Edgar Wallace Mystery Theatre) – serie TV, episodio 1x02 (1960)
- Carovana (Stagecoach West) – serie TV, episodio 1x16 (1961)
- Danger Man – serie TV, episodi 1x08-1x29 (1960-1961)
- Alfred Hitchcock presenta (Alfred Hitchcock Presents) – serie TV, episodi 3x34-4x24-5x1 (1958-1959)
- Thriller – serie TV, episodio 1x33 (1961)
- Kraft Mystery Theater – serie TV, episodio 1x04 (1961)
- Top Secret – serie TV, episodio 1x06 (1961)
- Ghost Squad – serie TV, episodio 1x09 (1961)
- The Dick Powell Show – serie TV, episodi 1x12-2x09 (1961-1962)
- Sam Benedict – serie TV, episodio 1x14 (1962)
- Gli uomini della prateria (Rawhide) – serie TV, episodio 6x17 (1964)
- Ai confini della realtà (The Twilight Zone) – serie TV, episodio 5x35 (1964)
- The Farmer's Daughter – serie TV, episodio 2x12 (1964)
- Twelve O'Clock High – serie TV, episodi 1x03-1x09-1x16-1x26 (1964-1965)
- La legge di Burke (Burke's Law) – serie TV, episodi 1x30-2x32 (1964-1965)
- Il dottor Kildare (Dr. Kildare) – serie TV, 5 episodi (1965)
- The Wackiest Ship in the Army – serie TV, episodio 1x10 (1965)
- Gidget – serie TV, episodio 1x21 (1966)
- Selvaggio west (The Wild Wild West) – serie TV, episodio 2x05 (1966)
- Iron Horse – serie TV, episodio 1x14 (1966)
- Missione impossibile (Mission: Impossible) – serie TV, episodio 2x10 (1967)
- Mannix – serie TV, episodio 2x11 (1968)
- Reporter alla ribalta (The Name of the Game) – serie TV, episodio 2x16 (1970)
- McMillan e signora (McMillan & Wife) – serie TV, episodio 1x05 (1972)

## Doppiatrici italiane
- Rosetta Calavetta in La maschera della morte rossa, I maghi del terrore
- Maria Pia Di Meo in La maschera di Frankenstein
- Andreina Pagnani in Sepolto vivo